# Celonites kozlovi
Celonites kozlovi är en stekelart som beskrevs av Kostylev 1935. Celonites kozlovi ingår i släktet Celonites och familjen Masaridae. Inga underarter finns listade.